# Коржев, Иван Владимирович
Иван Владимирович Коржев (Коржев-Чувелёв) (род. 24 ноября 1973 года, Москва) — российский скульптор-монументалист, архитектор.  Заслуженный художник РФ (2008).
Внук народного художника СССР, академика Гелия Коржева.

## Биография

### Художественная династия
Иван Коржев родился в Москве в семье художников и архитекторов. Мать — Коржева Ирина Гелиевна (1953, Москва) — российский художник по стеклу. Отец — Надёжин Владимир Васильевич (1949, Москва) — художник, живописец.

### Вехи жизни
Иван Коржев родился в 1973 году. В 1985 году поступил в Московскую среднюю художественную школу им. Н. В. Томского (МСХШ, ныне Московский академический художественный лицей PAX) и окончил ее в 1991 году. В тот же год стал студентом Московского государственного художественного академического института им. В. И. Сурикова. В 1996 году — выпускник факультета скульптуры по классу профессоров М. В. Переяславца и Н. В. Колупаева. Является членом Московского союза художников с 1996 года. В 2008 году Ивану Коржеву присвоено почетное звание «Заслуженный художник Российской Федерации».

## Творчество

### Творческая концепция
Основной творческой идеей Ивана Коржева стал концептуальный реализм.
Концептуально-реалистичный стиль скульптора характеризуется расширением границ используемых в его творчестве видов и жанров художественных произведений, привнесением современных трактовок в традиции русской академической школы, а шире — классического искусства, остросоциальной направленностью творений. Многозначность образов произведений автора позволяет зрителю раскрывать их на субъективном уровне восприятия.
Драматизм и черты «сурового стиля» соседствуют у Ивана Коржева со смелыми декоративными решениями в серии исторических образов скульптора (Сидхатра Гаутама, Чингисхан, Александр Македонский, Емельян Пугачев, Жанна Д’Арк, Александр Меньшиков, Евпатий Коловрат, Марк Аврелий, Северин Боэций, Н. И. Новиков и др.). Такие образы только на первый взгляд выстроены в соответствии с привычной драматургией канонического музейного экспоната. Более глубокое изучение цветовых решений, множественных фактур, атрибутики авторских произведений позволяет раскрыть диалектику абсолютного и приходящего, возвышенного и низменного, обостряя избранный создателем сюжет.
Символико-аллегорические («Карнавал», «Молчание», «Красная косынка», «Юля», «Двоевластие») и социально-критические («Отверженный», «Ожидание ожиданий», «Инвестор», «Саркофаг для человечества», «Трон для человечества», «Мечтатель», «Тираноубийцы 21») сюжеты скульптора выполнены в современной образной манере.
В некоторых работах Иван Коржев прямо следует канонам античного искусства, что выражается в форме заимствования архаико-поэтических образов («Зевс», «Сражение», «Таврический сфинкс»).
Совершенно иначе выглядят аналогичные образы, созданные в результате некоей авторской трактовки или переосмысления («Дионисийские праздники», «Изгнание из рая», «Греза», «Торс»). При их создании художник использует множество приемов современного искусства — кадрирование, коллажирование, синкретизм, аллегоричность, формализацию и пр. («Амазономахия», «Мойры», «Он и Она», «Двое», «Оплакивание», авторские серии графики).
Библейские сюжеты («Блудный сын», «Юдифь», «Поцелуй Иуды», «Иуда», «Понтий Пилат») Ивана Коржева лаконичны, сдержаны, преисполнены внутренней патетики. Однако автор не останавливается на простой констатации образа, а предлагает зрителю некую метафористическую интенцию.

### Скульптура
И. В. Коржев как скульптор достиг заметных успехов. С 2006 года автором выполнены более чем 100 скульптур, рельефов, бюстов. При работе над монументальной, станковой, парковой или мемориальной скульптурами автор смешивает различные техники и материалы. Материалом для скульптурных произведений Ивана Коржева служат дерево, бронза, камень, керамика, металл, стекло, синтетические смолы и гипс. Это позволяет художнику воплощать конкретный замысел и использовать особый способ обработки выбранного материала.
Значительный корпус скульптурных произведений Ивана Коржева связан с разного рода аллюзиями на классическое искусство — Древнего Египта (скульптуры «Клеопатра», «Зеркало Исиды»), Древней Греции (скульптуры «Дионисийские праздники», «Таврический сфинкс», «Зевс», маски Геракла и Антея), а также Древнего Рима (парные торсы «Панцирь и Сагум», рельефная композиция «Противостояние. Амазономахия», скульптурная группа «Сражение», рельефное панно «Мойры»).
В 2011 году создание скульптором композиции античных муз Эрато и Терпсихоры для центрального фасада Государственного академического Большого театра России (ГАБТ) увенчало многолетнюю работу по реставрации основной культурной достопримечательности российской столицы. Авторские скульптуры Ивана Коржева пришли на смену более ранним творениям П. Клодта и М. Рукавишникова, украшавшим две центральные экседры ГАБТа.
Автором создана серия монументальных образов великих исторических личностей: Чингисхана, Александра Македонского, Сидхатры Гаутамы, Емельяна Пугачёва, Иды Рубинштейн, Марка Аврелия, Северина Боэция, Н. И. Новикова и других. Коллекция ваятеля продолжает пополняться новыми творениями.

### Архитектура
Наряду с главным творческим устремлением — созданием скульптур — И. В. Коржев активно занимается реализацией архитектурных проектов. Силами долгое время возглавляемой им творческой корпорации «Арт-бюро 21» в области архитектуры и дизайна осуществлены свыше 250 проектов, среди которых — парки, ландшафты, фонтаны, общественные здания, посёлки, памятники, мемориалы, частные резиденции, интерьеры и многое другое.
И. В. Коржевым выполнены более 40 мемориальных памятников и надгробий. Скульптор принимал участие в изготовлении сюжетных рельефов в ходе реконструкции Храма Христа Спасителя. Является автором памятника для семейного захоронения известных российских промышленников и меценатов Строгановых в Москве, а также установленного в 2012 году бюста выдающемуся русскому просветителю, журналисту и общественному деятелю Николаю Ивановичу Новикову в атриуме Всероссийской государственной библиотеки иностранной литературы имени М. И. Рудомино.
Осенью 2013 года в Крымском республиканском учреждении «Коктебельский эколого-историко-культурный заповедник «Киммерия М. А. Волошина» (ныне государственное бюджетное учреждение Республики Крым «Историко-культурный, мемориальный музей-заповедник "Киммерия М. А. Волошина"») по проекту скульптора Ивана Коржева были проведены полная реконструкция и благоустройство главного сквера Дома-музея М. Волошина, завершившиеся торжественным открытием памятника русскому поэту-символисту.
В 2015 году в Подольске, в городском парке им. В. Талалихина, состоялось открытие стелы с бронзовой фигурой русского поэта М. Ю. Лермонтова, приуроченное к празднованию Года литературы в России. Автором скульптурной композиции выступил Иван Коржев в содружестве с архитектурным бюро «Арт-бюро XXI» (главный архитектор проекта — Константин Арабчиков).

### Графика
Ивана Коржева в творческой мастерской привлекает в том числе и рисунок: наиболее известной является авторская серия «Руки», выполненная художником в 2008 году в технике цветного карандаша («Рука мастера», «Богатырь», «После работы», «Любовь», «Несправедливость», «Чувства» и другие графические произведения). Существует галерея его академических штудий:  рисунки, этюды, кроки, созданные в годы обучения в МСХШ.

## Награды и достижения
Иван Коржев является лауреатом международных фестивалей «Выставка архитектуры и дизайна» в «Доме на Брестской», «Зодчество», «Арх Москва». В 2006 году скульптор номинирован на первую архитектурную премию за проект реконструкции бывшего здания закрытого акционерного общества промышленного швейного объединения «Москва». В 2008 году получил почетное звание «Заслуженный художник Российской Федерации».

## Выставки
2003 г. — Персональная выставка в Музее Хо Ши Мина в г. Ханое (Вьетнам).
2009 г. — Персональная выставка. ЦДХ.
2010 г. — АРТМАНЕЖ 2010, ЦВЗ МАНЕЖ, Москва.
2010 г. — V Юбилейный Московский Международный Фестиваль искусств «Традиции и Современность», ЦВЗ МАНЕЖ.
2011 г. — Выставка современной скульптуры на Южном Урале «Творцы миров», город Сатка.
2011 г. — Выставка АРТМАНЕЖ 2011, ЦВЗ МАНЕЖ, Москва.
2012 г. — Государственный Русский музей, Корпус Бенуа, г. Санкт-Петербург, 04 июля — 08 октября 2012.
2015 г.  — Российская неделя искусств. XVII Международная выставка - конкурс современного искусства. 11-19 апреля 2015 г. Центральный Дом Художника.
2016 г. — Art Stage Singapore 2016 ( от галереи Red Square Gallery Singapore). 20.01.2016 —24.01.2016 г. Сингапур.
2016 г. — Московский международный художественный салон ЦДХ. 04 -13  марта  2016. Экспозиция Ивана Коржева в рамках проекта МИФ . Москва, Центральный Дом Художника.
2016 г. — 41-й Антикварный салон. 15.10.2016 —23.10.2016. Москва, Центральный Дом Художника.